# Gun Island
Gun Island è una delle maggiori isole del Pelsaert Group, un sottogruppo delle Houtman Abrolhos. L'isola è situata nell'oceano Indiano al largo della costa dell'Australia Occidentale, nella regione del Mid West. Appartiene alla Local government area della Città di Greater Geraldton. Gun Island è costituita da un affioramento calcareo piatto lungo circa 800 metri per 420 metri di larghezza. A sud-est, a circa 4 km, si trova la barriera corallina dell'Half Moon Reef.

## Storia
Tra il giugno del 1727 e il marzo del 1728, l'equipaggio della nave olandese VOC Zeewyk dopo aver colpito l'Half Moon Reef trovò rifugio e rimase bloccato sull'isola. Una scialuppa con 11 marinai fu inviata per chiedere aiuto ma non riuscirono a tornare. I sopravvissuti costruirono allora uno sloop di 20 metri con il relitto, che battezzarono Sloepie. Degli 88 sopravvissuti al naufragio, 82 arrivarono a Batavia il 30 aprile 1728.
Durante i rilievi dell'ammiragliato lungo la costa nord-occidentale dell'Australia, nel 1840, l'equipaggio della HMS Beagle rinvenne una pistola di ottone di circa tre libbre: Il capitano Stokes e il comandante John Clements Wickham chiamarono il luogo Gun Island. Rinvennero anche diverse monete, tra cui una datata 1707 e un'altra datata 1720 ed altri reperti presumibilmente lasciati lì dai naufraghi della Zeewyk, 112 anni prima.